# Platja de la Mar Bella
Platja de la Mar Bella är en strand i Spanien.   Den ligger i regionen Katalonien, i den östra delen av landet, 500 km öster om huvudstaden Madrid.